# Corydalis cavei
Corydalis cavei är en vallmoväxtart som beskrevs av David Geoffrey Long. Corydalis cavei ingår i släktet nunneörter, och familjen vallmoväxter. Inga underarter finns listade i Catalogue of Life.